# XX. sjezd KSSS

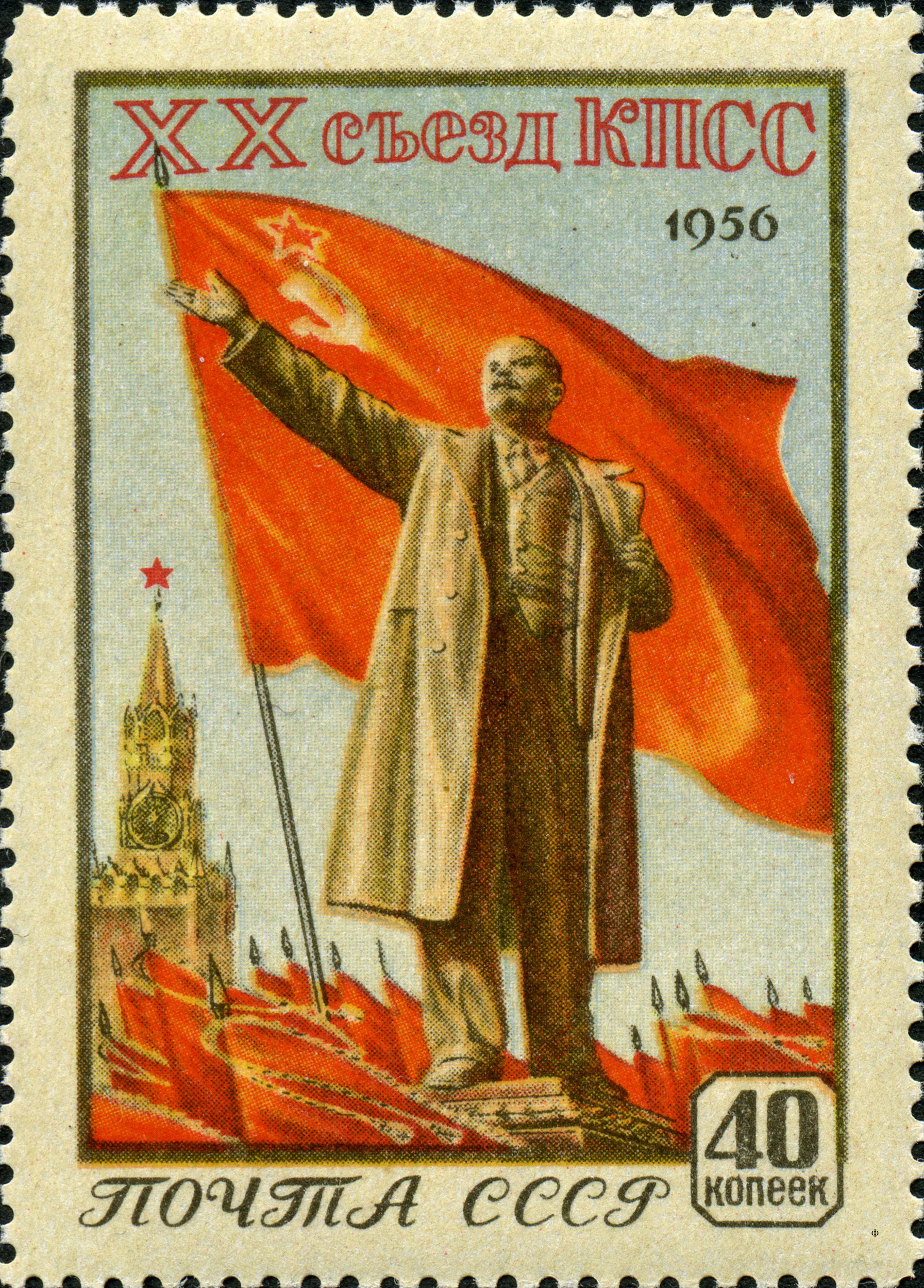
Poštovní známka připomínající XX. sjezd KSSS

XX. sjezd Komunistické strany Sovětského svazu se konal od 14. do 26. února 1956. Známým a průlomovým se stal především vystoupením Nikity Chruščova, který pronesl projev Kult osobnosti a jeho důsledky na uzavřeném jednání. V něm Chruščov poodhalil a odsoudil diktátorské praktiky svého předchůdce Stalina. Sjezd se tak považuje za bod obratu, jímž stalinismus přestal být oficiální politikou KSSS a potažmo celého sovětského bloku, třebaže opatrná destalinizace probíhala v různých oblastech života a různých zemích nestejnou měrou a Albánie dokonce sovětský postoj označila za revizionistický.
Odhalení nezákonných praktik ze stalinského období vyvolalo zpočátku mezi členy Politbyra projevy nesouhlasu a pohoršení. Tyto praktiky totiž byly drženy za diktátorovy vlády v tajnosti a proto se členům Politbyra i veřejnosti zdály neuvěřitelné. Některé hlasy žádaly dokonce odvolání 1. tajemníka KSSS Chruščova.
Samotný projev se přes snahu o utajení dostal na veřejnost. Jednu z jeho kopií se totiž podařilo získat polskému novináři židovského původu Viktoru Grajevskému. Ten si jí náhodou všiml na stole šéfa polských komunistů. Aniž byl odhalen, podařilo se mu tuto předat na izraelské velvyslanectví ve Varšavě. Poté, co si ji důstojník Mosadu ofotografoval, vrátil ji zpět. Přes Izrael se zpráva dostala do USA a poté do tisku.